# R-360 Neptun
R-360 Neptun är en ukrainsk sjömålsrobot som används av det ukrainska kustförsvaret tillsammans med vapensystemet RK-360MC Neptun. 
Roboten, som produceras av den ukrainska konstruktionsbyrån Lutj, är en vidareutveckling av den ryska Zvezda Ch-35 medan startmotorn är hämtad från det avvecklade luftvärnsrobotsystemet S-125. Den första levereransen till Ukrainas flotta skedde den 15 mars 2021.

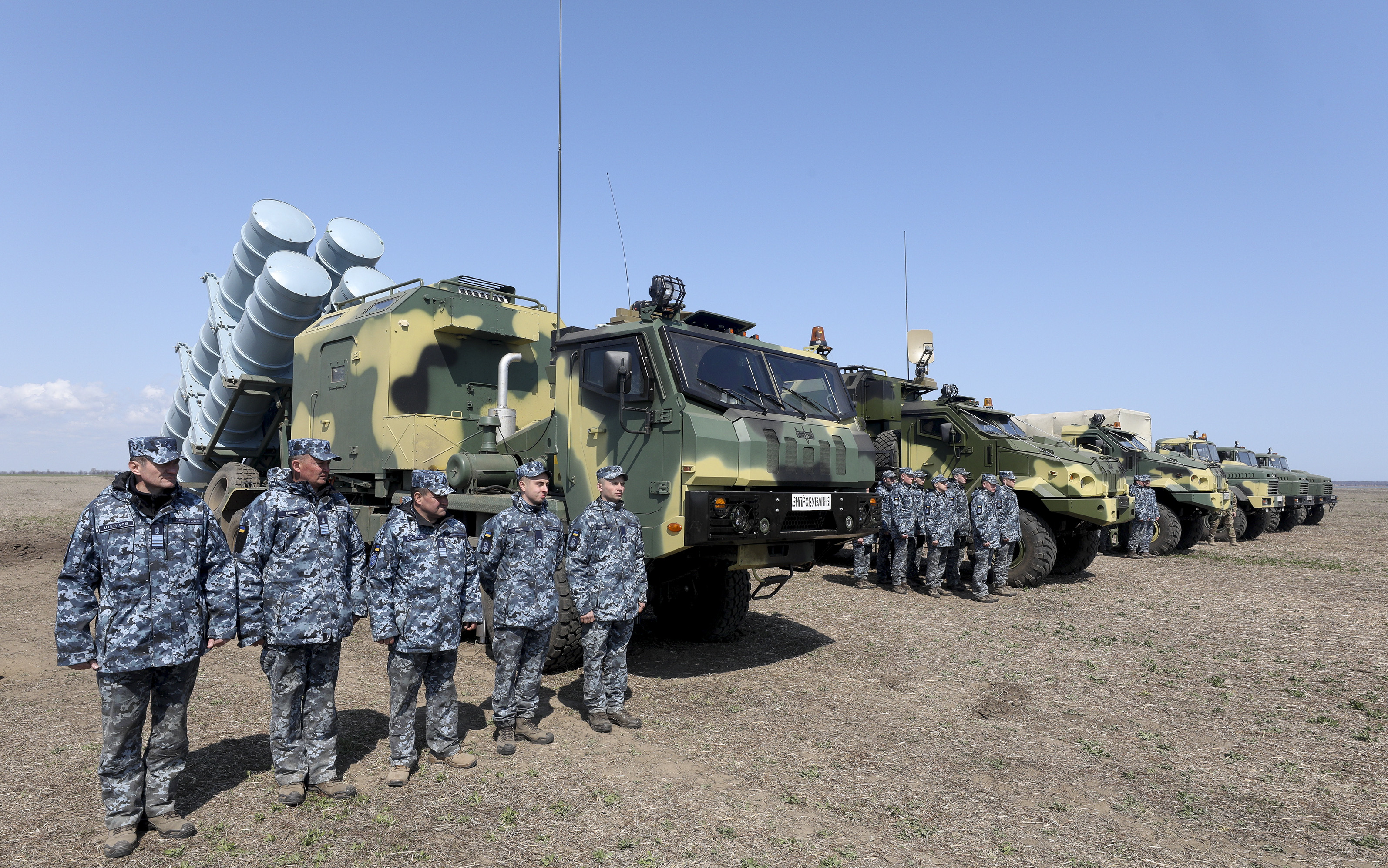
En enhet med Neptunrobotar.

Roboten kan avfyras från land och från fartyg till sjöss och flyger 10–15 meter över vattenytan. I närheten av målet går den ned till 3–10 meter över ytan för att undvika fiendens försvar.
Den 13 april 2022 avfyrades, enligt uppgift från Ukraina, två Neptunrobotar mot den ryska kryssaren Moskva i Svarta havet i samband med Rysslands invasion av Ukraina 2022. På Moskva utbröt en brand men ryssarna hävdar att det var på grund av en olycka ombord. Fartyget evakuerades och förliste senare.